# Вілінський Василь Михайлович
Вілінський (Велінський) Василь Михайлович (рос. Велинский Василий Михайлович, 3 вересня (20 серпня) 1842, Санкт-Петербург — 1 січня 1875 (20 грудня 1874), Харків
) — музикант, артист, театральний і громадський діяч. Чоловік співачки Феодосії Вілінської.

## Життєпис
Народився в Санкт-Петербурзі. Нащадок Василя Велінського, стародубського городового отамана середини 18 ст. Закінчив київську гімназію. Навчався в Петербурзькому університеті, додатково брав уроки музики у композитора О. Сєрова.
Переїхав до Києва, продовжив навчання у Київському університеті. У місцевому філармонійному товаристві виявив себе як інструменталіст, співак, актор. Став одним із фундаторів київського відділення Російського музичного товариства (з 1863 — член дирекції, 1872–74 — музичний керівник).
1863–65 працював хормейстром і капельмейстром Італійської опери в Києві. 1867 поставив «Наталку Полтавку» М.Лисенка в міському театрі. Того ж року разом із антрепренером і солістом Ф.Бергером заснував Київську російську оперу, до 1874 був її головним диригентом. Тривалий час гастролював, зокрема в Одесі. В останній рік життя очолив Харківську оперу.
Помер у Харкові.